# 国枝氏
國枝氏（くにえだし）は、日本の氏族のひとつ。

## 概略
有名なものには15世紀後半以降美濃池田郡本郷に本郷城を築いた美濃國枝氏がある。系統については諸説あり判然としないが、守護土岐氏、守護代斉藤氏との縁故も深く文明年間には相当の実力を蓄えていたようであり、明応4年（1495年）6月 小守護代石丸利光が土岐成頼の子・元頼を擁立して、船田合戦を起こすと國枝大和守為助が石丸方の副将として一軍を率いている。しかし中野の戦いで敗北、為助ら國枝一族は全員討死にを遂げ、最終的に石丸方も敗北したため一時没落した。その後勢力を回復して戦国末期まで有力土豪としてその地位を保った。

### 関ヶ原の戦い
慶長5年（1600年）8月、本郷城主であった國枝政森は織田秀信に属して西軍にくみし敗れて城を焼き払われる。
これによって領主としての美濃國枝氏は滅亡した。